# Мандорла
Мандо́рла (от итал. mandorla «миндалина») — в христианском искусстве особая форма нимба, сияние овальной формы, вытянутое в вертикальном направлении, внутри которого помещается изображение Христа или Богоматери (реже святых).
Большинство учёных видит истоки мандорлы в искусстве Древнего Рима и Палестины. Согласно же одной из версий, в христианскую иконографию образ попал из буддийского искусства через Персию и Армению. Древнейшие изображения Мандорлы в базилике Санта-Мария-Маджоре и монастыре Латому датируются V веком н. э.
Изображение Христа в мандорле особенно свойственно иконографии Преображения Господня и Второго Пришествия; мандорла передает здесь сияние славы Господней. Это же значение прославления имеет мандорла и в иконографии Успения Божией Матери. Начиная с конца XII века мандорла стала использоваться в иконографии Воскресения Христова. Подробное богословское истолкование «фаворский свет» получил в кругу исихастов.
Мандорла может иметь как вытянутую, овальную форму, так и форму круга. Цвет мандорлы, поскольку символизирует сияние, состоит из колец, расположенных в порядке высветления — либо к центру, либо к краям. Сама мандорла часто бывает изображена пронизанной тонкими золотыми лучами, либо эти лучи также могут быть написаны белой краской. Цвет мандорлы обычно сине-голубой или красный, иногда она позолачивается. На иконе преподобного Андрея Рублёва «Преображение Господне» из праздничного чина иконостаса мандорла изображена иссиня-чёрным цветом.